# Kondenzacija DNK
Kondenzacija DNK je proces zbijanja DNK molekula in vitro ili in vivo. Mehanistički detalji DNK pakovanja su esencijalni za njeno funkcionisanje u procesu regulacije gena u živim organizmima. Kondenzovanja DNK često ima iznenađujuća svojstva, koja ne proizilaze iz njenih svojstava u razblaženim rastvorima. Kondenzacija DNK in vitro služi kao model sistem za mnoge procese fizike, biohemije i biologije. Ovaj proces ima mnoštvo potencijalnih primena u medicini i biotehnologiji.
DNK prečnik je oko 2 , dok dužina molekula može da bude do nekoliko desetina centimetara u zavisnosti od organizma. Mnoge osobine DNK dvostrukog heliksa doprinose njenoj velikoj čvrstini, uključujući mehaničke osobine šećerno fosfatne osnove, elektrostatičkom odbijanju između fosfata (DNK sadrži u proseku jedno elementarno negativno naelektrisanje na svakih 0.17 nm dvostrukog heliksa), interakcije slaganja između baza svakog pojedinačnog lanca, i međulančane interakcije. DNK je jedan od najkrućih prirodnih polimera, mada je ona isto tako jedan od najdužih molekula. To znači da se na većim rastojanjima DNK može smatrati fleksibilnim kanapom, a na kratkoj skali čvrstim štapom. Poput baštenskog creva, neupakovana DNK zauzima mnogo veću zapreminu nego kad je uredno zapakovana. 
Matematički, za neinteragujući fleksibilni lanaca podložan randomnoj difuziji u 3D, rastojanje između krajeva bi imalo razmere kvadratnog korena dužine polimera. Za realne polimere poput DNK to daje samo veoma grubu procenu. Prostor koji je dostupan in vivo je mnogo manji od prostora koji bi bio zauzet u slučaju slobodne difuzije u rastvoru. Da bi se rešio problem zapreminskog ograničenja, DNK ima sposobnost pakovanja u odgovarajućim uslovima u rastvoru i uz pomoć jona i drugih molekula. 
Kondenzacija DNK se obično definiše kao „kolapse DNK lanaca u kompaktne, uređene čestice koje sadrže samo jedan ili nekoliko molekula“. Ova definicija se primenjuje u mnogim situacijama in vitro. Ona je takođe bliska definiciji DNK kondenzacije kod bakterija kao „adaptacija relativno koncentrovanog, kompaktnog stanja koje zauzima deo dostupne zapremine“. Kod eukariota, veličina DNK i broj drugih participirajućih učesnika je mnogo veći, i DNK molekuli formiraju milione uređenih nukleoproteinskih čestica,nukleozome, koji su samo prvi od više nivoa DNK pakovanja.

## Literatura
- Gelbart, W. M., R. Bruinsma, P. A. Pincus, and V. A. Parsegian. 2000. DNA-Inspired Electrostatics. Physics Today 53:38.
- Strey, H. H., R. Podgornik, D. C. Rau, and V. A. Parsegian. 1998. DNA-DNA interactions. Curr Opin Struct Biol 8:309-313.
- Schiessel, H. 2003. The physics of chromatin. J. Physics: Cond. Mat. 15:R699-R774.
- Vijayanathan, V., T. Thomas, and T. J. Thomas. 2002. DNA nanoparticles and development of DNA delivery vehicles for gene therapy. Biochemistry 41:14085-14094.
- Yoshikawa, K. 2001. Controlling the higher-order structure of giant DNA molecules Advanced Drug Delivery Reviews 52:235-244
- Hud, N. V., and I. D. Vilfan. 2005. Toroidal DNA condensates: unraveling the fine structure and the role of nucleation in determining size. Annu Rev Biophys Biomol Struct 34:295-318.
- Yoshikawa, K., and Y. Yoshikawa. 2002. Compaction and condensation of DNA. In Pharmaceutical perspectives of nucleic acid-based therapeutics. R. I. Mahato, and S. W. Kim, editors. Taylor & Francis. 137-163.